# Глумци (ТВ серија)
Глумци је југословенска телевизијска серија снимљена 1973. године у продукцији Телевизије Београд.

## Епизоде
| Назив             | Датум              |
| ----------------- | ------------------ |
| Милан Ајваз       | 16. фебруара 1973. |
| Станоје Душановић | 2. марта 1973.     |

## Улоге
| Глумац            | Улога                     |
| ----------------- | ------------------------- |
| Милан Ајваз       | (1 еп. 1973)              |
| Бранко Цвејић     | Лично - Хост (1 еп. 1973) |
| Станоје Душановић | Лично (1 еп. 1973)        |
| Стеван Герић      | (1 еп. 1973)              |
| Душан Јошим       | (1 еп. 1973)              |
| Анђа Савић        | (1 еп. 1973)              |
| Паја Зарић        | (1 еп. 1973)              |

Комплетна ТВ екипа ▼
| Редитељ    | Горан Марковић | (2 еп. 1973) |
| Сценариста | Горан Марковић | (2 еп. 1973) |